# Nakhon Ratchasima
Nakhon Ratchasima (tajski: นครราชสีมา, zwane też Khorat City) – miasto we wschodniej Tajlandii, na równinie Korat, ośrodek administracyjny prowincji Nakhon Ratchasima. Według danych szacunkowych z 2019 roku populacja miasta wynosiła 126 tys. osób. W mieście znajduje się port lotniczy Nakhon Ratchasima oraz stacja kolejowa Nakhon Ratchasima.

## Strzelanina
8 lutego 2020 miała w mieście miejsce strzelanina - starszy sierżant Jakrapanth Thomma otworzył ogień do ludzi w tamtejszej świątyni buddyjskiej i centrum handlowym, o poranku następnego dnia został zastrzelony przez policjantów. Według oficjalnych danych zginęło 26 osób, a ponad 50 zostało rannych.